# سرجيوس بطريرك موسكو
سرجيوس بطريرك موسكو إسمه الحقيقي إيفان نيكولايفيتش ستراغورودسكي (الروسية: Иван Николаевич Страгородский) (ولد في يوم 11 يناير 1867) هو كاهن روسي والبطريرك الثاني عشر للكنيسة الروسية الأرثوذكسية من 8 سبتمبر 1943 إلى وفاته في يوم 15 مايو 1944، وقد كان هو مديرها الفعلي من سنة 1925 بعد مقتل البطريرك تيخون إلى سنة 1943، بعد أن منعت سلطات الاتحاد السوفيتي نشاطات الكنيسة الأرذثوكسية الروسية نتيجة لتوجهها ضد الأديان، لكن بعد توغل ألمانيا النازية واحتلالها لربع مساحة الاتحاد السوفيتي أثناء الحرب العالمية الثانية سمح ستالين بإعادة إحياء نشاط الكنيسة الروسية الأرثوذكسية من أجل لم لحمة شعوب الاتحاد السوفيتي، لكي يسهل خلاصهم من احتلال النازيين. كما كان رئيس أساقفة فيبورغ وسائر فنلندا بين 1905 و1917.
انظر أيضًا
- اضطهاد المسيحيين في الاتحاد السوفيتي

## روابط خارجية
- سرجيوس بطريرك موسكو على موقع الموسوعة البريطانية (الإنجليزية)
- سرجيوس بطريرك موسكو على موقع مونزينجر (الألمانية)